# Kirche Altluneberg
Die Kirche Altluneberg, Altluneberger Straße 134, mit dem Kirchhof, im niedersächsischen Schiffdorf-Altluneberg im Landkreis Cuxhaven stammt aus dem 16. Jahrhundert.
Das Gebäude steht unter Denkmalschutz (siehe auch Liste der Baudenkmale in Schiffdorf).

## Geschichte
Im Altluneberger Gutsarchiv ist vor 1600 mehrfach zu lesen von einer Kirche, einer Kapelle oder einer Kanzel in Altluneberg. Im Visitationsprotokoll von 1581/83 wurde ein Predigtstuhl erwähnt.
Die Kirche des Rittergutes Altluneberg sowie Kirchhof und Pfarrhaus südöstlich des zentralen Dorfplatzes sind um 1581/83 bezeugt worden. Die Filialkirche wurde von den Herren von Luneberg aus Beverstedt gegründet. Diese hatten das Patronatsrecht, das später zu einem Gemeinschaftspatronat der Eigentümer des Gutes wurden. Die Anbauten für die Priechen und die mit Wappen geschmückte Ausstattung der Kirche aus dem 17. Jahrhundert belegen die Patronatsfamilien.

### Gebäude
Die Saalkirche in Nord-Süd-Richtung mit dem nördlichen Eingang, dem südlichen dreiseitigen Chorabschluss sowie mit verschiedenen Anbauten wurde vor 1600 auf Fundamenten aus Feldstein in Fachwerk mit Steinausfachungen gebaut, mit Dächern in (heute) Hohlpfannendeckung. Beim Baubeginn stellte sich heraus, dass der Untergrund eine Ausrichtung nach Osten nicht zuließ. Die Achse des Gutshauses von 1784 und des Gutshofes ist auf den Kirchturm ausgerichtet worden.
1632 oder 1637 musste der freistehende Turm und ein Teil der Nordseite abgerissen werden; der holzschindelverkleidete Dachreiter mit spitzem achteckigen Knickhelm wurde deshalb hinzugefügt. 1751 fanden umfassende Erneuerungen statt. Ein westlicher Anbau mit separatem Zugang für eine Prieche erfolgte später. In den 1880er Jahren kam der östliche Anbau des Altarraums.
1886 wurde sie zur Gemeindekirche für Altluneberg, Geestenseth und Wehdel. Die Anzahl der Einwohner nahm deshalb und durch die Kultivierung der Heidelandschaft zu; der Kirchenraum musste vergrößert werden. Das Seitenschiff wurde deshalb 1923 nach Plänen von Alfred Sasse nach Westen durch eine neue Stützenreihe erweitert. Die neuen Ausmalungen u. a. der Decke führte der Kirchenmaler Bücker (Hannover) aus. Sasse war ein hannoveranischer Anhänger der Heimatschutzarchitektur. Eine Orgel wurde angeschafft. Später wurden ein mit Glastüren abgetrennter Vorraum geschaffen und die Emporen entfernt. Das Rittergestühl steht seitdem an der Westseite.
Das Landesdenkmalamt befand u. a.: „… An der Erhaltung der Kirche Altluneberg besteht aus geschichtlichen, künstlerischen und städtebaulichen Gründen wegen ihrer orts- und baugeschichtlichen Bedeutung, ihrer bedeutenden Innenausstattung sowie wegen ihres prägenden Einflusses sowohl auf das Ortsbild als auch auf das räumliche Gefüge der Gesamtanlage des ehemaligen Ritterguts ein öffentliches Interesse …“

### Inneres, Ausstattung
Innen sind die Wände verputzt. Den Raumabschluss bilden eine Holzbalkendecke mit sichtbaren Balken sowie seitlichen Holzstützen zum angebauten Kirchenschiff.
Zur Ausstattung, weitgehend aus dem 17. Jahrhundert, gehören:
- Barockes Altarretabel auf gemauertem Unterbau im Süden wegen der baulichen Ausrichtung der Kirche
- Altarbild mit Abendmahlsdarstellung (evtl. 1635)
- Achteckiger hölzerner Taufständer mit Aufsatz mit Wappen der Burgmannengeschlechter (1640)
- Taufschale aus Messing
- Kanzel mit dem geschnitzten Wappen des Adam Barner an der Brüstung (Mitte 17. Jh.)
- Priechen und Teile des Gestühls, zumeist mit Wappen und Aufschriften der Adelsfamilien des Gutes bzw. der Stifter
- Totenschild für Anna Sophia von Oldenburg († 1652)[1]

Orgel
Die erste Orgel von 1923 stammt von P. Furtwängler & Hammer (Hannover) mit 5½ I/P und pneumatischer Traktur. 1969 erfolgte der Neubau des Werks hinter dem historischen Prospekt durch die Firma Emil Hammer (Arnum) mit 7 I/P und mechanischer Traktur sowie Schleifladen. Die Pfeifenorgel wurde 2008 verkauft. Hier steht nun eine zweimanualige Digitalorgel.
Drei Glocken
- I, Gj. 1954, Gebrüder Rincker, Sinn
- II: e’’, Gj. 1954, Gebrüder Rincker, Sinn
- III: fis’’/g’’, Gj. 192313, Franz Schilling, Apolda

1793 gab es zwei Glocken. die wohl im Ersten Weltkrieg zu Rüstungszwecken abgeliefert wurden.

## Kirchengemeinde
Die ev.-luth. Dreieinigkeits-Gesamtkirchengemeinde Altluneberg-Beverstedt-Lunestedt im Kirchenkreis Wesermünde hat ihren Sitz in Beverstedt. Die Ortskirchengemeinde Altluneberg umfasst die Ortschaften Geestenseth, Wehdel und Wehdel-Altluneberg. Das Gemeindehaus befindet sich in Wehdel, An der Schule 3.